# Bryobia ribis
Bryobia ribis är en spindeldjursart som beskrevs av Thomas 1896. Bryobia ribis ingår i släktet Bryobia och familjen Tetranychidae. Arten är reproducerande i Sverige. Inga underarter finns listade.